# سانتاناراپتور
سانتاناراپتور (نام علمی: Santanaraptor) نام یک سرده از کلاد ددپایان است.
تنها سنگواره‌ی این ددپای کوچک نه‌چندان آشنا از استخوان‌های لگن، پاهای عقب و دمش باقی مانده‌اند. این قطعه‌ها اطلاعات کمی درباره‌ی ظاهر کلّی این جانور به ما می‌دهند. اما بی‌تردید سانتاناراپتور جزو تهی‌دم‌خزندگان بود و بعضی جزئیات هم نشان می‌دهند که شاید از نیاکان تیرانوسورسانان بوده‌است. تصور می‌شود که این دایناسور شبیه جانورانی مثل دیلُنگ و گوانلنگ بوده و بازوهایی کشیده، دست‌هایی سه‌انگشتی و پاهای پسینِ لاغر داشته‌است. بقایایی از بافت ماهیچه و پوست سانتاناراپتور را هم یافته‌اند، اما شوربختانه هیچ نشانی از پوشش بیرونی پوست در این بقایا حفظ نشده‌اند.